# Fundamentele vergelijking van de thermodynamica
De fundamentele vergelijking van de thermodynamica, ook fundamentele thermodynamische relatie, is in de thermodynamica een vergelijking die (de infinitesimale verandering van) een thermodynamische potentiaal (inwendige energie, vrije energie etc.) in een systeem geeft als functie van infinitesimale omkeerbare veranderingen in andere grootheden. De vergelijking heeft verschillende vormen, die echter uit elkaar af te leiden zijn.
De eenvoudigste vorm is die voor de inwendige energie in een gesloten systeem zonder chemische reacties en niet-mechanische arbeid:
{\displaystyle \mathrm {d} U=T\mathrm {d} S-p\mathrm {d} V}
met U de inwendige energie, T de temperatuur, S de entropie (en dus dS de verandering in entropie), p de druk en V het volume.
De fundamentele vergelijking volgt rechtstreeks uit een combinatie van de eerste hoofdwet en de tweede hoofdwet van de thermodynamica. Ze is afgeleid voor een reversibel proces maar geldt ook voor niet-reversibele processen vermits U een toestandsfunctie is en het dus niet uitmaakt langs welk pad men de verandering van U bekomt (reversibel of niet).
De fundamentele relatie voor de verandering van de gibbsenergie (die in de chemie en de fysische chemie verreweg de belangrijkste potentiaal is) als functie van de veranderingen in de intensieve variabelen temperatuur, druk en van de chemische samenstelling is
{\displaystyle \mathrm {d} G=V\mathrm {d} p-S\mathrm {d} T+\sum _{i}\mu _{i}\mathrm {d} n_{i}}
waarin dG de verandering in de gibbsenergie is, V het volume van het systeem, dp de verandering in druk, S de entropie, dT de verandering in temperatuur, μi de chemische potentiaal van component i en dni de verandering in de stofhoeveelheid van component i. Omdat onder isotherme, isobare condities de verandering in de gibbsenergie bepaalt of een bepaald proces spontaan verloopt of niet, kan men dat met deze vergelijking bepalen.
Voor de inwendige energie, enthalpie en helmholtzenergie gelden gelijkaardige relaties: 
{\displaystyle \mathrm {d} U=T\mathrm {d} S-p\mathrm {d} V+\sum _{i}\mu _{i}\mathrm {d} n_{i}}
{\displaystyle \mathrm {d} H=T\mathrm {d} S+V\mathrm {d} p+\sum _{i}\mu _{i}\mathrm {d} n_{i}}
{\displaystyle \mathrm {d} A=-S\mathrm {d} T-p\mathrm {d} V+\sum _{i}\mu _{i}\mathrm {d} n_{i}}
Via Eulers stelling voor homogene functies gelden ook:
{\displaystyle U=ST-pV+\sum _{i}\mu _{i}n_{i}}
{\displaystyle H=ST+\sum _{i}\mu _{i}n_{i}}
{\displaystyle A=-pV+\sum _{i}\mu _{i}n_{i}}
{\displaystyle G=\sum _{i}\mu _{i}n_{i}}
Uit de fundamentele vergelijking is ook af te leiden dat
{\displaystyle \left({\frac {\partial U}{\partial S}}\right)_{V}=T} en {\displaystyle \left({\frac {\partial U}{\partial V}}\right)_{S}=-p}
waaruit een van de zogenaamde maxwelbetrekkingen volgt:
{\displaystyle \left({\frac {\partial T}{\partial V}}\right)_{S}=-\left({\frac {\partial p}{\partial S}}\right)_{V}}
Uit de andere potentialen zijn analoge betrekkingen te vinden.